# Bryum lawersianum
Bryum lawersianum är en bladmossart som beskrevs av Philibert 1899. Bryum lawersianum ingår i släktet bryummossor, och familjen Bryaceae. Inga underarter finns listade i Catalogue of Life.